# Jürgen Schütz (Politiker)
Jürgen Schütz (* 14. Juni 1945 in Heidelberg) ist ein deutscher Politiker (CDU). Von 1984 bis 1986 war er Regierungsvizepräsident beim Regierungspräsidium Karlsruhe und von 1986 bis 2010 Landrat des Rhein-Neckar-Kreises.

## Ausbildung und Beruf
Schütz wuchs in Weinheim auf und studierte in Heidelberg Jura und promovierte zum Dr. phil. Er war Berater der baden-württembergischen CDU-Landtagsfraktion und ab 1974 im Stuttgarter Staats- und Innenministerium tätig. 1984 wurde er zum Regierungsvizepräsidenten des Regierungspräsidiums Karlsruhe berufen.

## Politische Karriere
1986 wurde Schütz im ersten Wahlgang in das Amt des Landrats des Rhein-Neckar-Kreises gewählt, dem einwohnerstärksten Landkreis in Baden-Württemberg, das er bis zum Eintreten in den Ruhestand 2010 ausübte. Bei seinem Amtsantritt war er der jüngste Landrat in Baden-Württemberg. Darüber hinaus wurde er 2005 zum Präsidenten des baden-württembergischen Landkreistags gewählt.

## Ehrungen und Auszeichnungen
2005 erhielt Schütz mit dem Ehrenring die höchste Auszeichnung des Rhein-Neckar-Kreises. Am 28. April 2012 wurde er von Ministerpräsident Winfried Kretschmann mit dem Verdienstorden des Landes Baden-Württemberg ausgezeichnet.

## Privates
Seit 1971 ist er von der Kulturkritikerin Margarethe Krieger geschieden.
Schütz ist verheiratet und hat drei Kinder.